# امبیلاد
امبیلاد (به انگلیسی: Ambilad) یک روستا در هند است که در Kannur district واقع شده‌است.